# Kubuś Puchatek (powieść)
Kubuś Puchatek (ang. Winnie the Pooh) – powieść dla dzieci autorstwa A.A. Milne’a z 1926 roku.
Bohaterami tego utworu są zwierzęta i zabawki, przyjaciele Krzysia. Wśród nich tytułowy Kubuś Puchatek, Prosiaczek, Królik, Mama Kangurzyca z Maleństwem, osioł Kłapouchy, Sowa oraz krewni i znajomi Królika. Akcja utworu toczy się w fikcyjnym Stumilowym Lesie i to właśnie na jego obszarze przyjaciele przeżywają wiele fantastycznych przygód.
Integralną częścią książki są ilustracje Ernesta Sheparda, wyobrażające bohaterów. Książka zyskała duże powodzenie czytelnicze i przełożona była na wiele języków.
Rękopis utworu jest w posiadaniu Biblioteki Wrena w Kolegium Trójcy Świętej w Cambridge.

## Tłumaczenia na język polski
Istnieje pięć przekładów na język polski. Pierwszy, tradycyjny, pochodził z roku 1937, a jego autorką była Irena Tuwim. Drugi powstał w czasie II wojny światowej, dokonany przez Marię Grażynę Ławrukianiec nosił tytuł Miś Puh-Niedźwiedzki. Kolejnego przekładu, noszącego tytuł "Fredzia Phi-Phi", dokonała w 1986 Monika Adamczyk-Garbowska. Mimo że przekład ten jest bliższy oryginałowi, wzbudził on niejednoznaczne reakcje krytyków i czytelników, przyzwyczajonych do pierwowzoru I. Tuwim.

## Odbiór
Książką jest bardzo znaną i popularną lekturą dla dzieci.
Pozycja stała się lekturą szkolna dla klas II–III po reformie szkolnictwa i modyfikacji listy lektur w połowie lat 80. W latach 1999–2006 nie było listy lektur dla tych klas, ale książka ta pojawiła się znowu w propozycji lektur dla klas I–III dla roku 2007/2008. Lista lektur dla najmłodszych pojawiła się ponownie w 2017 r., ale bez tej pozycji; natomiast od roku 2021 znajduje się ona na liście lektur uzupełniających dla klas IV–VI.